# Marcus Bakker
Marcus Bakker (20. juni 1923 – 24. december 2009) var en hollandsk politiker tilknyttet det nu opløste kommunistiske parti i Holland. Han var formand for det Parlamentariske Parti i Tweede Kamer (parlamentets andetkammer) fra den 15. december 1963 indtil den 7. september 1982.